# Panopea australis
Panopea australis is een tweekleppigensoort uit de familie van de Hiatellidae. De wetenschappelijke naam van de soort is voor het eerst geldig gepubliceerd in 1833 door G.B. Sowerby I.